# Adinandra nigropunctata
Adinandra nigropunctata är en tvåhjärtbladig växtart som beskrevs av Elmer Drew Merrill. Adinandra nigropunctata ingår i släktet Adinandra och familjen Pentaphylacaceae. Inga underarter finns listade i Catalogue of Life.